# Lasioglossum puncticolle
Lasioglossum puncticolle là một loài Hymenoptera trong họ Halictidae. Loài này được Morawitz mô tả khoa học năm 1872.